# 市河米庵

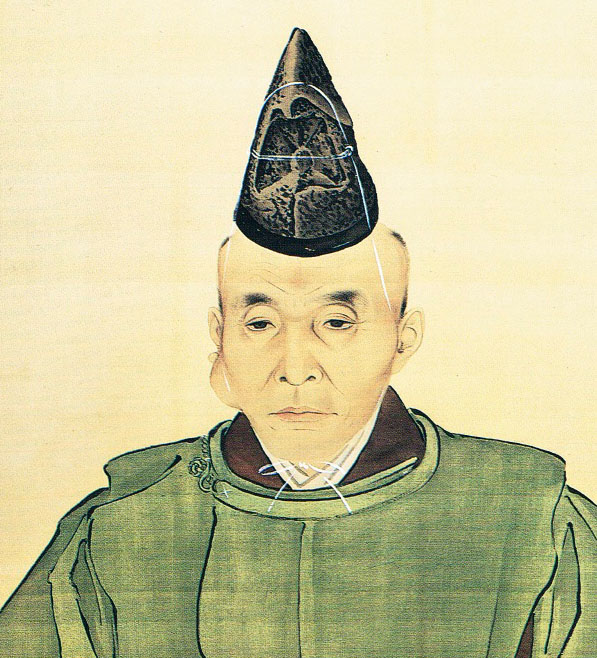
市河米庵像（部分）　渡辺崋山筆 絹本著色 京都国立博物館蔵　重要文化財

市河 米庵（いちかわ べいあん、安永8年9月16日（1779年10月25日） - 安政5年7月18日（1858年8月26日））は、江戸時代後期の日本の書家、漢詩人。
名は三亥、字は孔陽、号は米庵のほかに楽斎・百筆斎・亦顛道人・小山林堂・金洞山人・金羽山人・西野子など。通称は小左衛門。また米葊河とも呼ぶ。

## 略歴

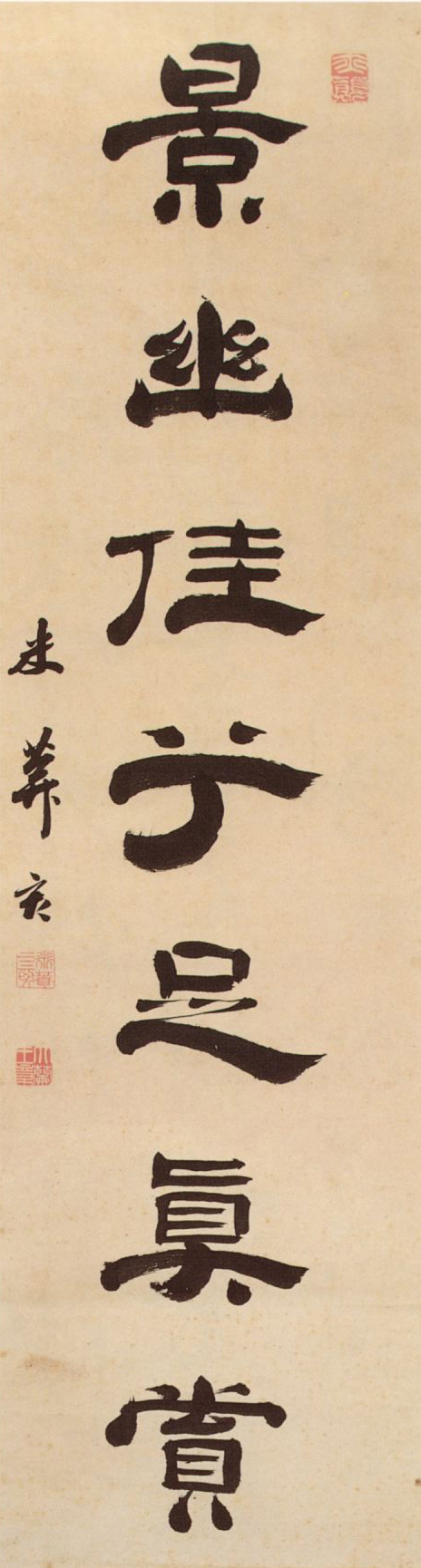
一行隷書「景幽佳兮足真賞」

漢詩人の市河寛斎の長子。安永8年（1779年）、己亥九月亥の日（9月16日）の亥の刻に江戸日本橋桶町に生まれたので、三亥と名付けられた。
幼少期から父の薫陶を受け、寛政7年（1795年）頃に林述斎の門下に入り、柴野栗山に師事した。書を好み、宋代の書家米芾を尊崇したため、米庵と号した。長崎に遊学し清国の胡兆新に学ぶ。寛政11年（1799年）、20歳の時に書塾 小山林堂を開いた。その後、和泉橋藤堂侯西門前に大きな屋敷を構え、門人は延べ5千人に達したという。尾張藩徳川氏、筑前福岡藩黒田氏、津藩藤堂氏、徳山藩毛利氏、鯖江藩間部氏などの大名にも指南を行った。
書の流派である江戸唐様派の大家として、同じく江戸で門戸を張った巻菱湖（1777年 - 1843年）、京都の貫名海屋（1778年 - 1863年）とともに幕末の三筆に数えられる。
文化8年（1811年）に富山藩に仕え、文政4年（1821年）に家禄300石をもって加賀藩前田家に仕え、江戸と金沢を往復し指導に当たった。嘉永3年（1850年）に致仕し、養子の遂庵が家督を継いだ。
継子には恵まれず、はじめ稲毛屋山の子恭斎（きょうさい、1796年 - 1833年）を養子に迎えるが夭折してしまい、次いで遂庵（いちかわ すいあん、1804年 - 1884年）を迎えた。しかし、米庵が60歳のときに長子、万庵（いちかわ まんあん、1838年 - 1907年）を授かる。
安政5年（1858年）歿、享年80。西日暮里本行寺に墓がある。
余技に篆刻を嗜み、印譜『爽軒試銕』がある。文房清玩に凝り、唐晋の書画の蒐蔵と研究で知られる。また煎茶を嗜み、松井釣古の主人であった加賀屋清兵衛に楓川亭と命名している。『米庵墨談』など多数の著述がある。石碑の文字も多くを手がけ、現在全国に50基以上の石碑が確認されている。
『新註 墨場必携』（大文館書店版）を編纂している。

## 参考文献

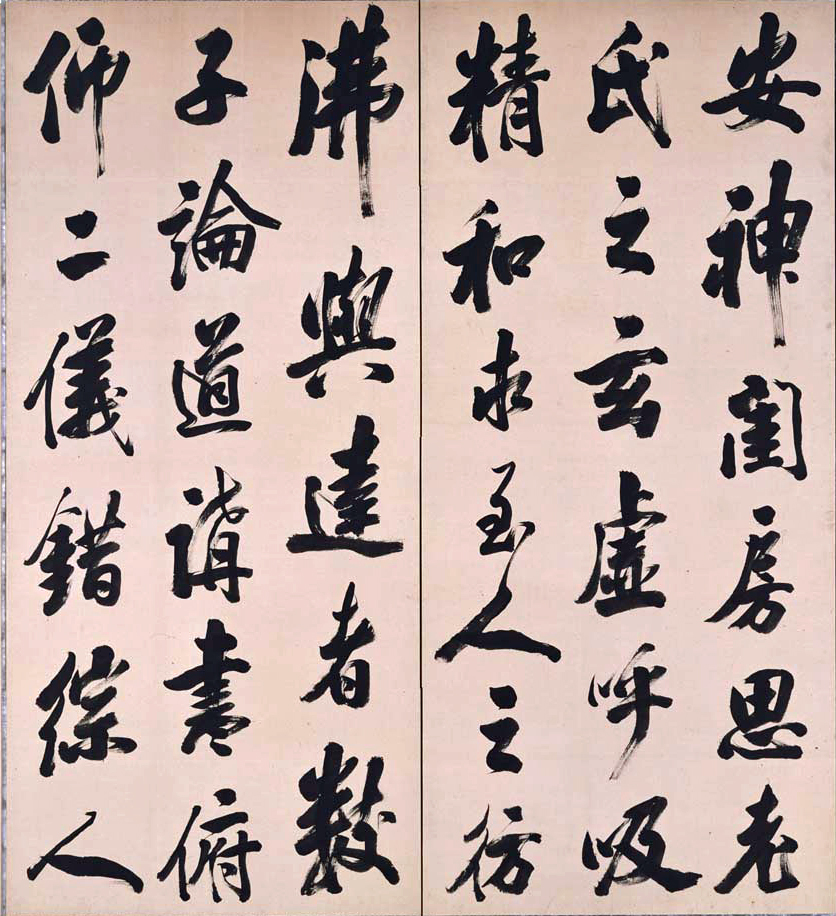
楽志論屏風 東京国立博物館

## 門弟
- 沢村墨庵
- 関藍梁
- 山内香雪
- 田口霞村
- 川上修斎

## 著述
- 『米庵墨談』
- 『米庵蔵筆譜』
- 『毛信遊草』
- 『西遊小草』
- 『米庵百記』
- 『米庵石律』
- 『楷行薈編』
- 『小山林堂文房図録』

## 蔵書印
- 河氏珍賞
- 米庵所蔵